# Крнич, Зденко
Зденко Крнич (2 октября 1947, Марибор — 23 июля 2010, Белград) — югославский шахматист, международный мастер (1976).
В 1970 году дебютировал на чемпионате Югославии. Лучший результат показал на чемпионате 1980 года в Кнежево — 2-е место.
С 1971 года работал в издательстве «Šahovski informator», а в 1996 года стал его издателем.
Умер в больнице, через неделю после того, как был сбит мотоциклом.

## Изменения рейтинга
| Графики недоступны из-за технических проблем. См. информацию на Фабрикаторе и на mediawiki.org. |